# Латам (Канзас)
Латам (англ. Latham) — місто (англ. city) в США, в окрузі Батлер штату Канзас. Населення — 96 осіб (2020).

## Географія
Латам розташований за координатами 37°32′8″ пн. ш. 96°38′34″ зх. д. / 37.53556° пн. ш. 96.64278° зх. д. (37.535454, -96.642734).  За даними Бюро перепису населення США в 2010 році місто мало площу 0,64 км², уся площа — суходіл. В 2017 році площа становила 0,56 км², уся площа — суходіл.

## Демографія
Згідно з переписом 2010 року, у місті мешкало 139 осіб у 61 домогосподарстві у складі 36 родин. Густота населення становила 217 осіб/км².  Було 82 помешкання (128/км²).
Расовий склад населення:
| - 96,4 % — білих - 1,4 % — корінних американців |

До двох чи більше рас належало 2,2 %. Частка іспаномовних становила 2,2 % від усіх жителів.
За віковим діапазоном населення розподілялося таким чином: 26,6 % — особи молодші 18 років, 60,5 % — особи у віці 18—64 років, 12,9 % — особи у віці 65 років та старші. Медіана віку мешканця становила 43,3 року. На 100 осіб жіночої статі у місті припадало 104,4 чоловіків;  на 100 жінок у віці від 18 років та старших — 117,0 чоловіків також старших 18 років.
Середній дохід на одне домашнє господарство  становив 37 255 доларів США (медіана — 34 375), а середній дохід на одну сім'ю — 43 603 долари (медіана — 43 125). Медіана доходів становила 52 500 доларів для чоловіків та 20 357 доларів для жінок. За межею бідності перебувало 17,6 % осіб, у тому числі 9,1 % дітей у віці до 18 років та 4,8 % осіб у віці 65 років та старших.
Цивільне працевлаштоване населення становило 63 особи. Основні галузі зайнятості: освіта, охорона здоров'я та соціальна допомога — 27,0 %, будівництво — 11,1 %, виробництво — 9,5 %, сільське господарство, лісництво, риболовля — 9,5 %.